# Dichotomius simplex
Dichotomius simplex là một loài bọ cánh cứng trong họ Bọ hung (Scarabaeidae).